# National Trust (Australie)
Pour les articles homonymes, voir National Trust et Monument historique.
The Australian Council of National Trusts (ACNT) est une organisation non gouvernementale australienne, créée pour la promotion et la conservation du patrimoine aborigène, naturel et historique du pays en aidant le travail des State Trusts.
Il a été créé en 1965. Au niveau des États et Territoires, existent huit organismes correspondants aux états suivant : Territoire de la capitale australienne, Nouvelle-Galles du Sud, Territoire du Nord, Queensland, Australie-Méridionale, Tasmanie, Victoria et Australie-Occidentale.
L'organisation possède ou gère plus de 300 sites historiques (il en possède la majorité), et il emploie 7 000 volontaires bénévoles ainsi que 350 permanents payés par l'État. Chaque année, les sites et monuments gérés par le National Trust reçoivent plus d'un million de visiteurs.

## Territoire de la capitale australienne
- Hill Station, inscrit le 28 mai 1998[1] - Canberra
- Rosebud Apiary, inscrit le 28 mai 1998[2] - Canberra
- Old Parliament House, inscrit le 28 mai 1998[3] - Canberra
- Westbourne Woods Incinerator, inscrit le 28 mai 1998[4] - Canberra
- Gorman House, inscrit le 16 avril 1998[5] -
- Hotel Canberra, inscrit le 11 mars 1998[6] -
- Hotel Kurrajong, inscrit le 11 mars 1998[7] -
- National Library of Australia, inscrit le 22 janvier 1998[8] - près du lac Burley Griffin
- Jerrabomberra Wetlands, inscrit le 20 novembre 1997[9] - Molonglo River
- Deakin Anticline, inscrit le 20 novembre 1997[10] - Canberra
- Lambrigg and Farrer's Grave, inscrit le 20 novembre 1997[11] - Tharwa
- Blundell's Cottage, inscrit le 20 novembre 1997[12] - Canberra

## Nouvelle-Galles du Sud
- Ahisma[13] - Cheltenham
- Balmain Watch House[14] - Balmain
- Brough House[15] - Maitland
- Golden Vale[16]
- Juniper Hall[17] - Paddington

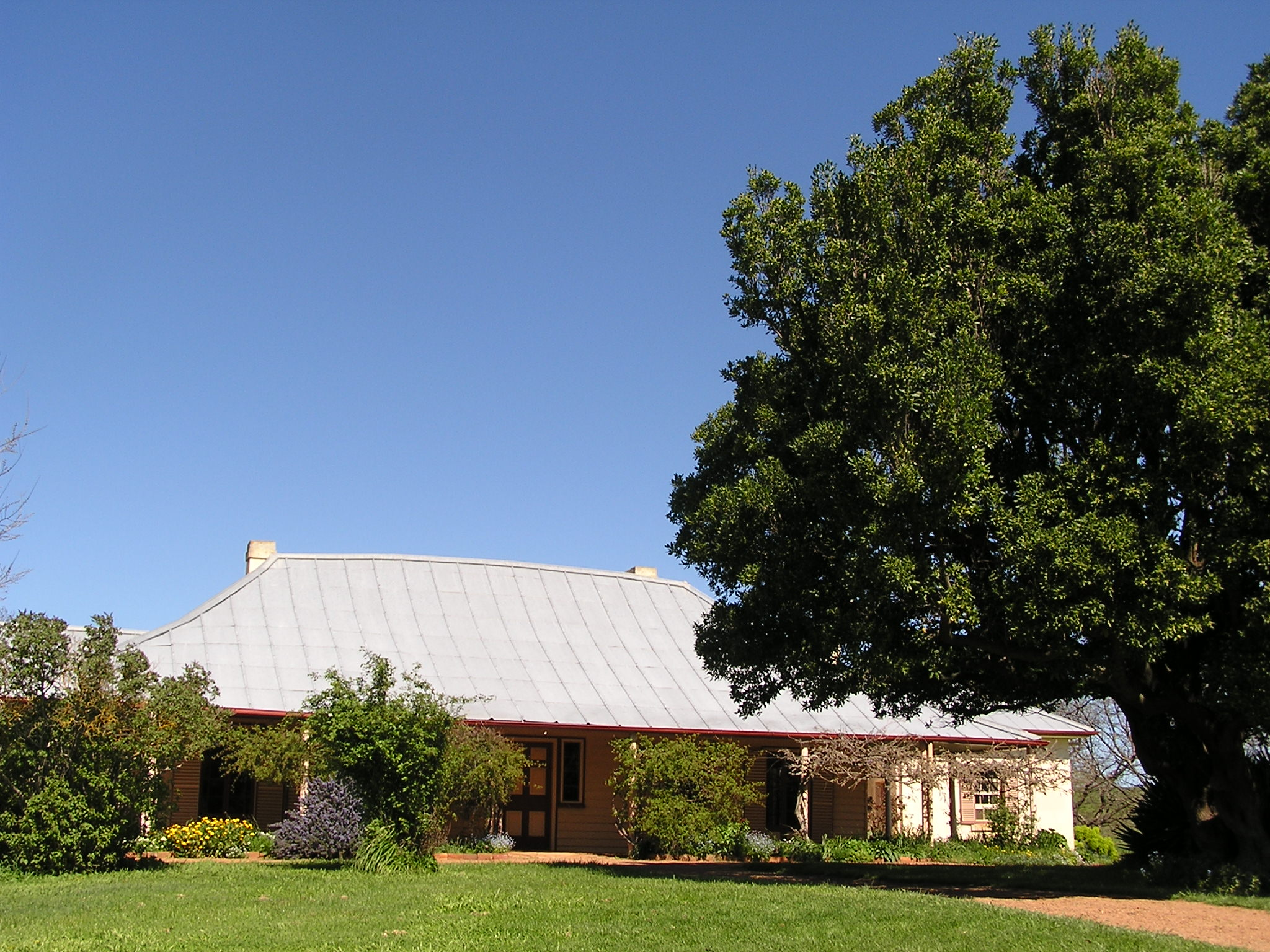
La maison de Hamilton Hume : Cottage de Cooma à Yass.

- Ludovic Blackwood Memorial Sanctuary[18] - Corner
- Club House[19] - Sydney 2000
- Stella James House[20] - Avalon
- Bedervale[21] - Braidwood
- Cooma Cottage[22] - Yass
- Dalwood House[23] - Branxton
- Dundullimal[24] - Dubbo
- Everglades Gardens[25] - Leura
- Experiment Farm Cottage[26] - Harris Park
- Grossmann House[27] - Maitland
- Harper's Mansion[28] - Berrima
- Lindesay[29] - Darling Point
- Macquaries Tomb[30] - Île de Ulva
- Miss Porter's House[31] - Newcastle
- Miss Traill's House & Garden[32] - Bathurst
- Norman Lindsay Gallery[33] - Faulconbridge
- Old Government House[34] - Parramatta
- Riversdale[35] - Goulburn
- Saumarez Homestead[36] - Armidale
- S. H. Ervin Gallery[37] - the Rocks
- Sir Henry Parkes Memorial School of Arts[38] - Tenterfield
- St Ignatius Convent School[39] - Wentworth
- Tomago House[40] - Tomago
- Vienna Cottage[41] - Hunter's Hill
- Wirrimbirra Sanctuary[42] - entre Tahmoor et Bargo
- Woodford Academy[43] - Woodford

## Territoire du Nord
- Borroloola Police Station Museum, inscrit le 6 avril 1994[44] - Borroloola
- Brown's Mart, inscrit le 19 mars 1996[45] - Darwin
- C-47 Aeroplane Wreck- A65-115, inscrit le 29 août 2007[46] - Darwin Harbor
- Daly Waters Aviation Complex, inscrit le 12 octobre 1994[47] -  Daly Waters
- Harts Range Mica Mine Complex, inscrit le 26 octobre 2005[48] - Alice Springs
- Katherine Railway Precinct, inscrit le 7 décembre 1994[49] - Katherine
- Myilly Point Precinct, inscrit le 4 janvier 1995[50], Darwin
- Stuart Town Gaol, inscrit le 19 janvier 1994[51] - Alice Springs
- O'Keeffe Residence, inscrit le 3 août 1994[52] - Katherine
- Pine Creek Post Office and Repeater Station, inscrit 31 mai 1995[53] - Pine Creek
- Pine Creek Railway Precinct, inscrit le 6 avril 1994[54] - Pine Creek
- Tennant Creek Hospital Outpatients Department, inscrit le 25 octobre 1995[55] - Tennant Creek

## Queensland
- Brennan and Geraghtys Store[56], Maryborough
- Currumbin Wildlife Sanctuary[57], Gold Coast
- Hou Wang Chinese Temple and Museum[58], Atherton
- James Cook Museum[59], Cooktown
- National Trust Heritage Centre[60], Townsville
- Stock Exchange Arcade[61], Charters Towers
- Tent House[62], Mount Isa
- Royal Bull's Head Inn[63], Toowoomba
- Moon's Reserve[64], Brookfield
- Wolston House[65], Wacol
- Charters Towers Museum[66], Charters Towers

## Australie-Méridionale
- 1910 Congregational Church[67], Keith
- Ayers House[68] - Adélaïde
- Beaumont House[69] - Beaumont
- Cape Jaffa Lighthouse[70] - Kingston
- Ceduna Museum[71] - Ceduna
- Cobdogla Irrigation Museum[72] - Barmera
- Collingrove Homestead[73] - Angaston
- Courthouse Museum[74] - Millicent
- Crystal Brook Heritage Centre[75] - Crystal Brook
- Customs House[76] - Robe
- Early Settler's Cottage[77] - Keith
- Encounter Coast Discovery Centre[78] - Victor Harbor
- Gamble Cottage[79] - Blackwood
- Glencoe Woolshed[80] - Mount Gambier
- Goolwa Museum[81] - Goolwa
- Hope Cottage Museum[82] - Mount Barker
- Hughes Pump House[83] - Moonta
- Jamestown Railway Station and Goods Shed[84] - Jamestown
- Koppio Smithy Museum[85] - Koppio
- Maitland Museum[86] - Maitland
- Matta House[87] - Kadina
- Mill Cottage[88] - Port Lincoln
- Millicent Museum[89] - Millicent
- Minlaton Museum[90] - Minlaton
- Miners Cottage and Heritage Garden[91] - Moonta
- Moonta Mines Public School[92] - Moonta
- Moonta Mines Sweets Shop[93] - Moonta
- Mount Laura Station[94] - Whyalla
- Napper's Accommodation House[95] - Barmera
- Old Centenary Hall[96] - Balaklava
- Old Council Chambers[97] - Cleve
- Old Highercombe Hotel[98] - Tea Tree Gully
- Old Telegraph Station[99] - Gawler
- Old Police Station and Courthouse[100] - Auburn
- Old Police Station[101] - Clare
- Old Railway Superintendent's Cottage[102] - Goolwa
- Old Wool and Grain Store[103] - Beachport
- Olivewood[104] - Renmark
- Overland Corner Hotel[105] - Overland Corner
- Penneshaw Maritime and Folk Museum[106] - Penneshaw, Kangaroo Island
- Petticoat Lane[107] - Penola
- Police Station and Courthouse[108] - Strathalbyn
- Railway Station and Customs House[109] - Port Pirie
- The Sheep's Back[110] - Naracoorte
- Sampson's cottage[111] - Port Pirie
- Stangate House and Garden[112] - Mont Lofty
- Streaky Bay Museum[113] - Streaky Bay
- Wallaroo Heritage and Nautical Museum[114] - Wallaroo
- Wellington Courthouse[115], Wellington
- Willunga Courthouse Museum[116] - Willunga
- Winn's Bakehouse[117] - Coromandel Valley

## Tasmanie
- Clarendon[118], Evandale
- Franklin House[119], Launceston
- Home Hill (Tas) [120], Devonport
- Latrobe Court House[121], Latrobe
- Oak Lodge[122], Richmond
- Old Umbrella Shop[123], Launceston
- Penghana[124], Queenstown
- Penitentiary Chapel and Criminal Courts[125], Hobart
- Runnymede[126], Hobart
- White House[127], Westbury

## Victoria

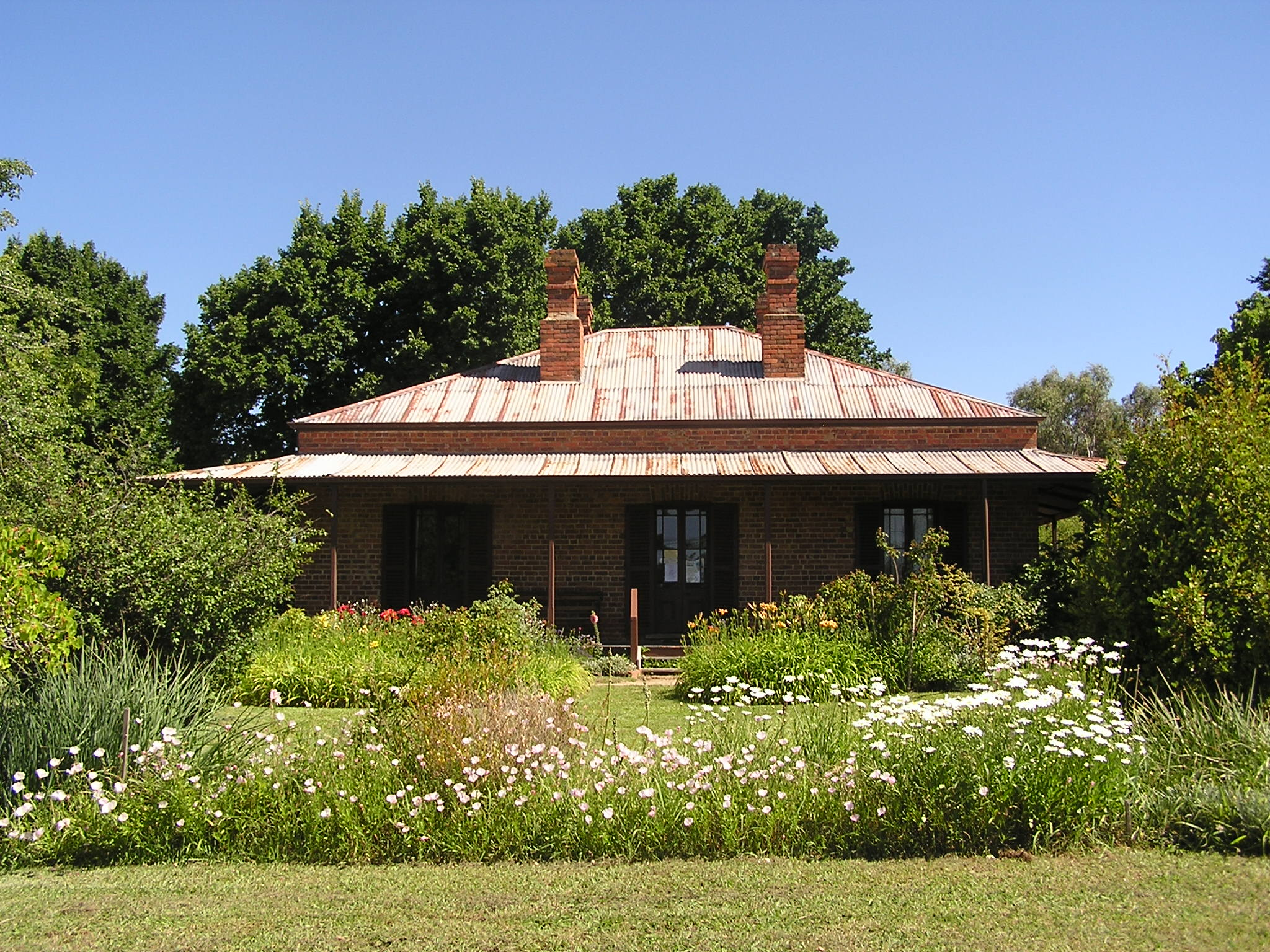
Lake View Homestead, Chiltern. La maison a été acceptée par le National Trust en 1967.(ABC News story)

- Barwon Grange, inscrit le 18 avril 1963[128] - Geelong
- Barwon Park, inscrit le 5 novembre 1964[129] - Winchelsea
- Chapel Bendigo Cemetery, inscrit 22 juillet 1982[130] - Bendigo
- Como House, inscrit le 22 mai 1958[131] - South Yarra
- Como Garden, inscrit le 12 juin 1978[132] - South Yarra
- Dow's Pharmacy[133] - Chiltern
- Federal Standard Newspaper Office[134] - Chiltern
- Government House, inscrit le 22 mai 1958[135] - Melbourne
- Gulf Station[136] - Yarra Glen
- Labassa[137] - Caulfield
- Lake View Hotel, inscrit le 3 août 1998[138] - Chiltern
- La Trobe's Cottage[139] - South Yarra
- McCrae Homestead[140] - McCrae
- Melbourne Maritime Museum and the Polly Woodside[141] - Melbourne
- Old Melbourne Gaol[142] - Melbourne
- Mooramong Homestead, inscrit 23 octobre 2007[143] - Skipton
- Mulberry Hill, inscritl 26 septembre 1974[144] - Langwarrin South
- Iron Houses[145] - Moreland City
- Portarlington Mill[146] - Portarlington
- Rippon Lea Estate, inscrit 3 août 1998[147] - Elsternwick
- The Heights[148] - Geelong
- The Heights[149] - Mornington Peninsula Shire

## Australie-Occidentale
- Albany Fish, inscrit le 11 juin 2001[150] - Albany
- Armadale District Hall, inscrit le 8 juillet 2008[151] - Armadale
- Bridgedale, inscrit le 14 juillet 1997[152] - Bridgetown
- Cliff Grange Farmhouse, inscrit le 5 septembre 1977[153] - Greenough
- Clinch's Mill, inscrit le 5 septembre 1977[154] - Greenough
- Israelite Bay Post and Telegraph Station, inscrit le 20 octobre 1980[155] - Esperance
- Moir Homestead Ruins, inscrit le 6 novembre 1995[156] - Esperance
- Top Camp Unconformity, inscrit le 1er septembre 1991[157] - Ashburton
- Bridgefield, inscrit le 11 décembre 2000[158] - Margaret River
- Bassendean Primary School, inscrit le 8 février 1999[159] - Bassendean
- Garratt Road Bridge, inscrit le 14 avril 1998[160] - Bayswater
- Hill 60, inscrit le 8 juin 1998[161] - Belmont
- Wheatsheaf Inn, inscrit le 3 septembre 1984[162] - Beverley
- Boddington Old School, inscrit le 10 avril 1980[163] - Boddington
- Anglican Church of the Annunciation, inscrit le 7 juin 1983[164] - Broome
- Boarding House, inscrit le 4 avril 1980[165] - Bunbury
- Cattle Chosen Farmhouse, inscrit le 11 juin 1973[166] - Busselton
- Canning Town Hall, inscrit le 8 juin 1998[167] - Cannington
- Capel Inn & stables, inscrit le 14 juin 2004[168] - Capel
- MacPherson Homestead, inscrit le 5 septembre 1983[169] - Carnamah
- Church of St Mary Star of the Sea Group, inscrit le 27 mai 1974[170] - Carnarvon
- Chittering Road Board Office, inscrit le 12 juin 2000[171] - Chittering
- Administration Building, St Louis Community, inscrit le 2 novembre 1981[172] - Claremont
- All Saints Anglican Church,  inscrit le 8 mars 1988[173] - Collie
- Bank, inscrit le 27 octobre 1976[174] - Coolgardie
- Long Homestead Site, inscrit le 12 mars 2001[175] - Coorow
- Albion Hotel & Grounds, inscrit le 5 mars 1985[176] - York
- Barnong Station, inscrit le 2 septembre 1985[177] - Yalgoo
- Johnston's Buildings, inscrit le 14 août 2006[178] - Wyalkatchem
- Vlaming Head Lighthouse Group, inscrit le 4 octobre 1976[179] - Exmouth
- Scotsdale Road Bridge, inscrit le 8 juillet 1996[180] - Denmark